# Дубовик Руслан Вікторович
Русла́н Ві́кторович Дубови́к (27 вересня 1980 — 29 серпня 2014) — солдат Збройних Сил України, учасник російсько-української війни.

## Короткий життєпис
Народився 1980 року в місті Новомосковськ (також вказується Хороше, Петропавлівський район, Дніпропетровська область). Мама Ніна Федорівна працювала в геофізичній експедиції, тому часто з дітьми переїжджала територією України. Закінчив павлоградську школу № 2. Проходив строкову службу у Феодосії — танкіст. Після демобілізації працював робітником, охоронцем, продавцем-консультантом, на хлібозаводі.
На фронт пішов добровольцем навесні 2014 року під час першої хвилі мобілізації; старший навідник, 93-тя окрема механізована бригада.
Загинув під час виходу з оточення під Іловайськом на дорозі поміж селами Многопілля — Червоносільське — Осикове. Машину ГАЗ-66 розстріляли російські війська.
Упізнаний за експертизою ДНК серед похованих під Дніпропетровськом невідомих Героїв. 18 лютого 2015 року відбулося перепоховання воїна в Новомосковську.
Без сина лишилася мама.

## Нагороди та вшанування
- Указом Президента України № 9/2016 від 16 січня 2016 року, «за особисту мужність і високий професіоналізм, виявлені у захисті державного суверенітету та територіальної цілісності України, вірність військовій присязі», нагороджений орденом «За мужність» III ступеня (посмертно)[1].
- Рішенням Новомосковської міської ради № 1302 від 24 липня 2020 року присвоєно звання «Почесний громадянин міста Новомосковська» (посмертно)[2].
- Вшановується в меморіальному комплексі «Зала пам'яті», в щоденному ранковому церемоніалі 29 серпня[3].
- Його портрет розміщений на меморіалі «Стіна пам'яті полеглих за Україну» в Києві: секція 3, ряд 6, місце 31